# Valberto de Hainault
Valberto de Hainault ou Valberto de Lommois (Valbertus) nasceu no VI; ele era governante da região do Sambre e Mosa sob Clotário II e governador de Hainaut sob Dagoberto I.
Por volta de 610, se casou com Bertila da Turíngia. Suas duas filhas (Santa Uaudru e Santa Aldegonda) serão canonizadas.